# Alansmia monosora
Alansmia monosora är en stensöteväxtart som först beskrevs av Moguel och M. Kessler, och fick sitt nu gällande namn av Moguel och M. Kessler. Alansmia monosora ingår i släktet Alansmia och familjen Polypodiaceae. Inga underarter finns listade.